# (43751) Asam
Pour les articles homonymes, voir Asam.
(43751) Asam est un astéroïde de la ceinture principale.

## Description
(43751) Asam est un astéroïde de la ceinture principale. Il fut découvert le 19 octobre 1982 à Tautenburg par Freimut Börngen. Il présente une orbite caractérisée par un demi-grand axe de 2,54 UA, une excentricité de 0,23 et une inclinaison de 2,0° par rapport à l'écliptique.

## Compléments